# Sunny Sandler
Sunny Sandler, född 2 november 2008 i Los Angeles, är en amerikansk skådespelare. Hon är dotter till skådespelarna Jackie Sandler och Adam Sandler.
Sandler har bland annat medverkat i filmerna The Out-Laws, Leo och You Are So Not Invited To My Bat Mitzvah från 2023.
Hon kommer att spela huvudrollen som Sophie Birenbaum i Netflix-filmen Don't Say Good Luck.

## Filmografi (i urval)
- 2010 – Grown Ups
- 2011 – Min låtsasfru
- 2011 – Jack and Jill
- 2012 – That's My Boy
- 2012 – Hotell Transylvanien (röst)
- 2013 – Grown Ups 2
- 2014 – Blended
- 2015 – Pixels
- 2015 – Hotell Transylvanien 2 (röst)
- 2018 – Hotell Transylvanien 3: En monstersemester (röst)
- 2019 – Murder Mystery
- 2020 – The Wrong Missy
- 2022 – Hustle
- 2023 – The Out-Laws
- 2023 – You Are So Not Invited To My Bat Mitzvah
- 2023 – Leo
- 2024 – Spaceman
- 2025 – Kinda Pregnant
- 2025 – Happy Gilmore 2